# Calligrammes

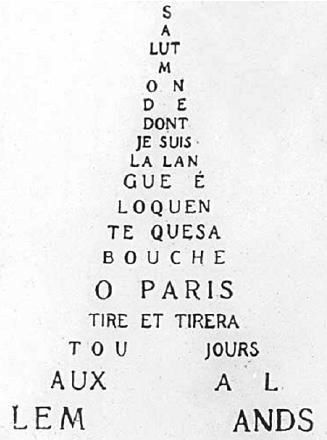
Ein Kalligramm aus Calligrammes

Calligrammes, Untertitel: poèmes de la paix et de la guerre 1913–1916, ist eine Gedichtsammlung des französischen Schriftstellers Guillaume Apollinaire, die im Jahre 1918 veröffentlicht wurde. Die Sammlung enthält einige namensgebende Kalligramme, d. h. Figurengedichte.

## Inhalt
Der Band enthält mehrheitlich typografisch konventionell gesetzte Gedichte; daneben Gedichte, deren typografische Form – teils mit Drucklettern, teils handschriftlich ausgeführt – verschiedene Figuren erzeugt bzw. abbildet und somit eine vom Text unabhängige, mit ihm jedoch eine in inhaltlicher Beziehung stehende Bedeutung enthält. Damit können diese Figurengedichte als konkrete oder visuelle Poesie angesehen sowie einerseits der Dichtkunst, andererseits der bildenden Kunst zugeordnet werden.
Der Untertitel, Gedichte über Frieden und Krieg 1913–1916, steht im Zusammenhang mit Apollinaires Kriegserfahrungen als Artillerist und Infanterieoffizier, von denen viele der Gedichte handeln. Er wurde 1916 durch eine Schrapnellwunde an der Schläfe schwer verletzt.
Das Frontispiz ist ein Holzschnitt von R. Jaudon in Reproduktion eines Porträts, das Apollinaire darstellt und von Pablo Picasso signiert ist.

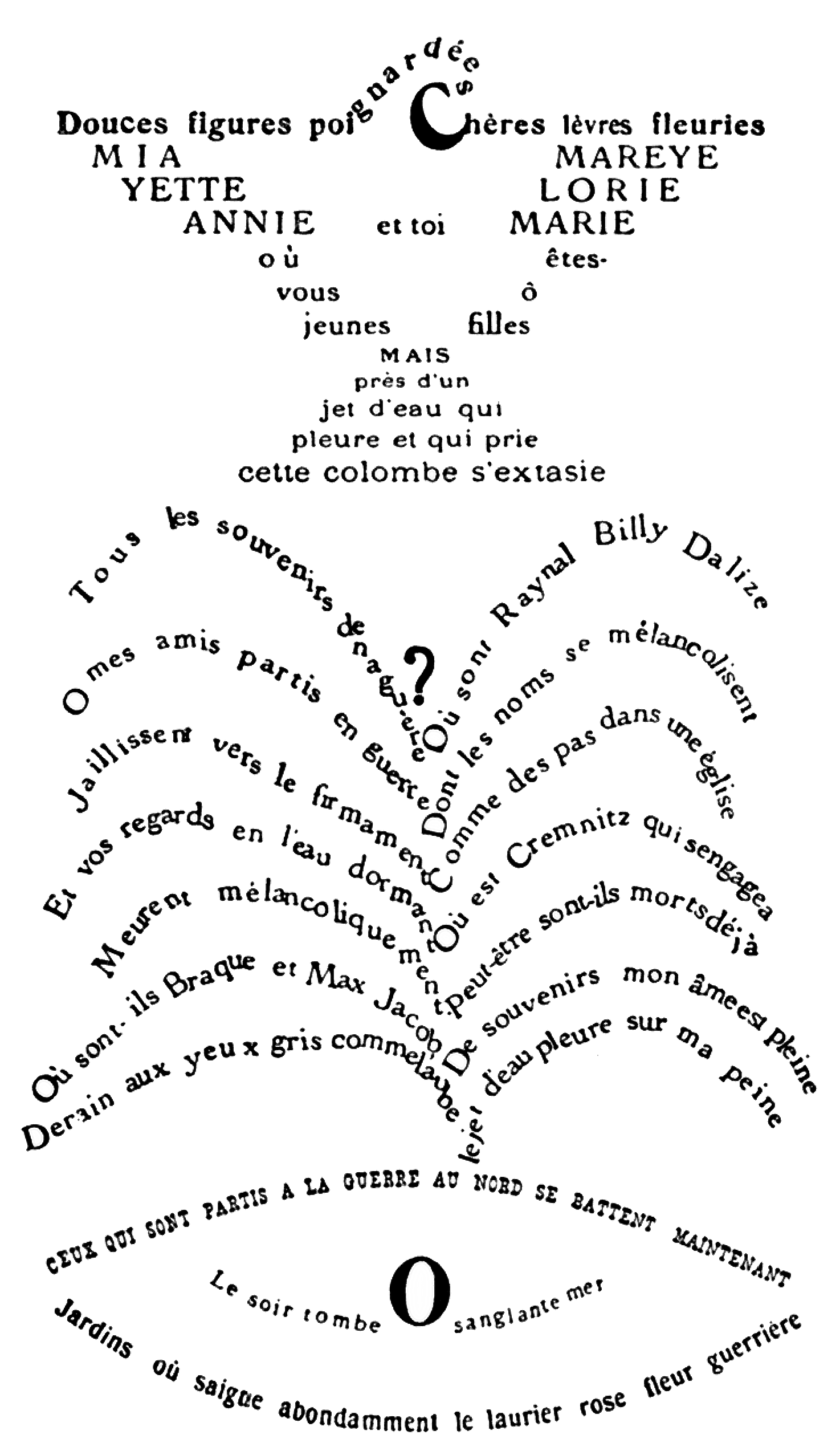
Kalligramm: Die erstochene Taube und der Wasserstrahl

Apollinaire widmete die Sammlung seinem Jugendfreund René Dalize, der im Krieg gefallen war, und erinnerte an ihn in dem Gedicht La Colombe poignardée et le Jet d'eau (Die erstochene Taube und der Wasserstrahl):
Où sont Raynal Billy Dalize

O mes amis partis en guerre

Dont les noms se mélancolisent
Wo sind Raynal Billy Dalize?

O meine Freunde, die in den Krieg gezogen sind

Deren Namen sich wehmütig anhören
In einem Brief an André Billy ordnete der als Vorläufer des Surrealismus angesehene Apollinaire selbst das Werk in die Geschichte der Poesie und Typografie ein:

« Quant aux Calligrammes, ils sont une idéalisation de la poésie vers-libriste et une précision typographique à l'époque où la typographie termine brillamment sa carrière, à l'aurore des moyens nouveaux de reproduction que sont le cinéma et le phonographe. »

„Was die Kalligramme betrifft, so sind sie eine der Vers-Libriste-Poesie und eine typografische Präzision zu einer Zeit, in der die Typografie ihre Karriere glänzend beendet, in der Morgendämmerung der neuen Wiedergabemittel, die das Kino und der Phonograph sind.“

## Rezeption
Die Gedichtsammlung erfuhr allein bis 1928 sieben und bis heute zahlreiche weitere französische Nachauflagen, wurde aber selten und nur in Auszügen in andere Sprachen, unter anderem ins Spanische, übersetzt, kritisch untersucht und kommentiert.
Laurence Campa zufolge war die Aufnahme der Sammlung bei ihrer ersten Veröffentlichung – abgesehen von einigen lobenden Stimmen – eher verhalten oder sogar ablehnend: Einerseits wurde die formale Innovation missverstanden, andererseits erschienen die Gedichte mal zu leicht, mal nicht kritisch genug gegenüber dem Ersten Weltkrieg.
Basierend auf sechs Gedichten aus den Calligrammes schuf der venezolanische Komponist Oswaldo Gonzalez 1985 eine gleichnamige Kammermusik für Klaviertrio mit Violine, Violoncello und Klavier.

## Weitere Kalligramme

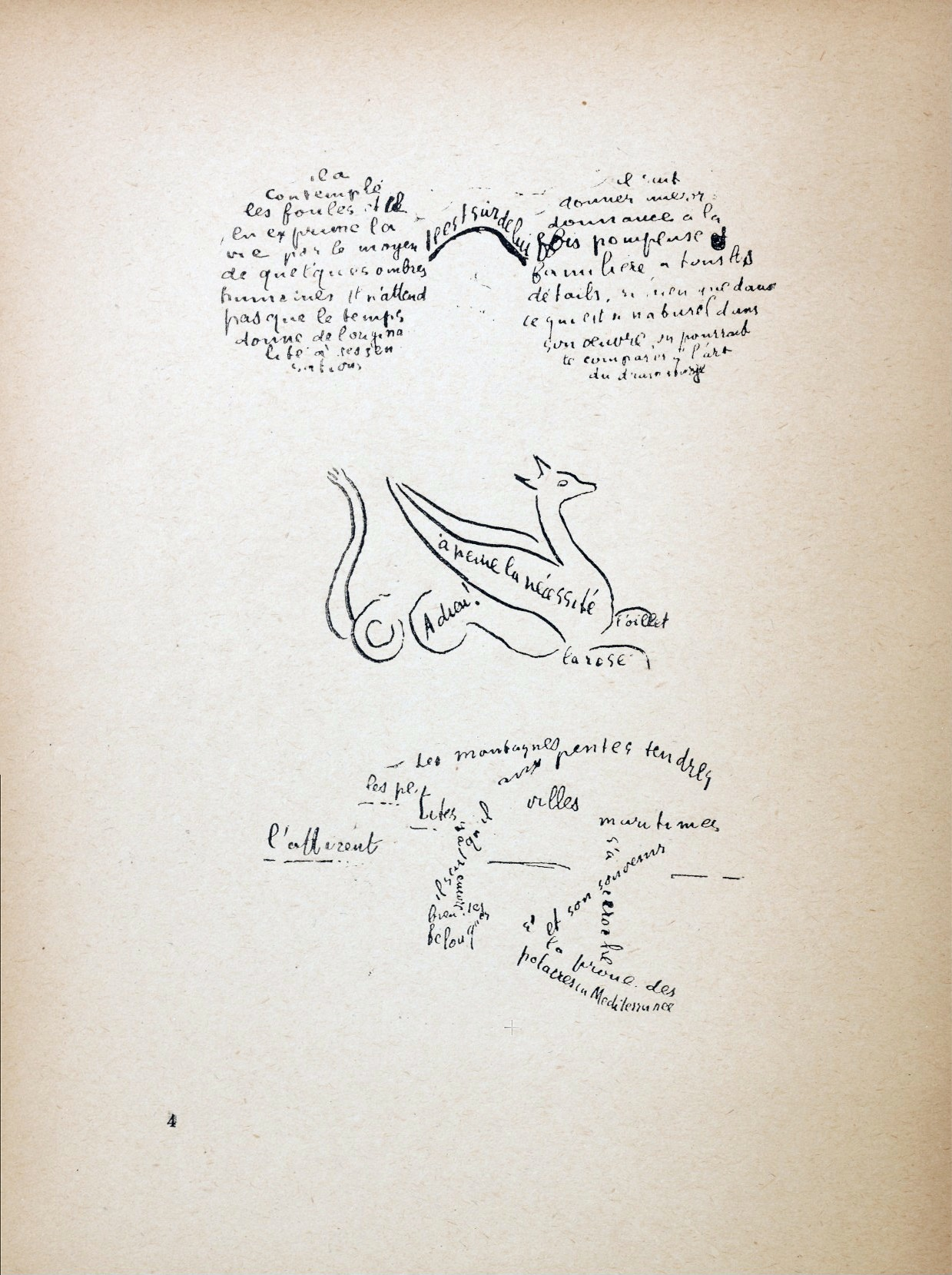
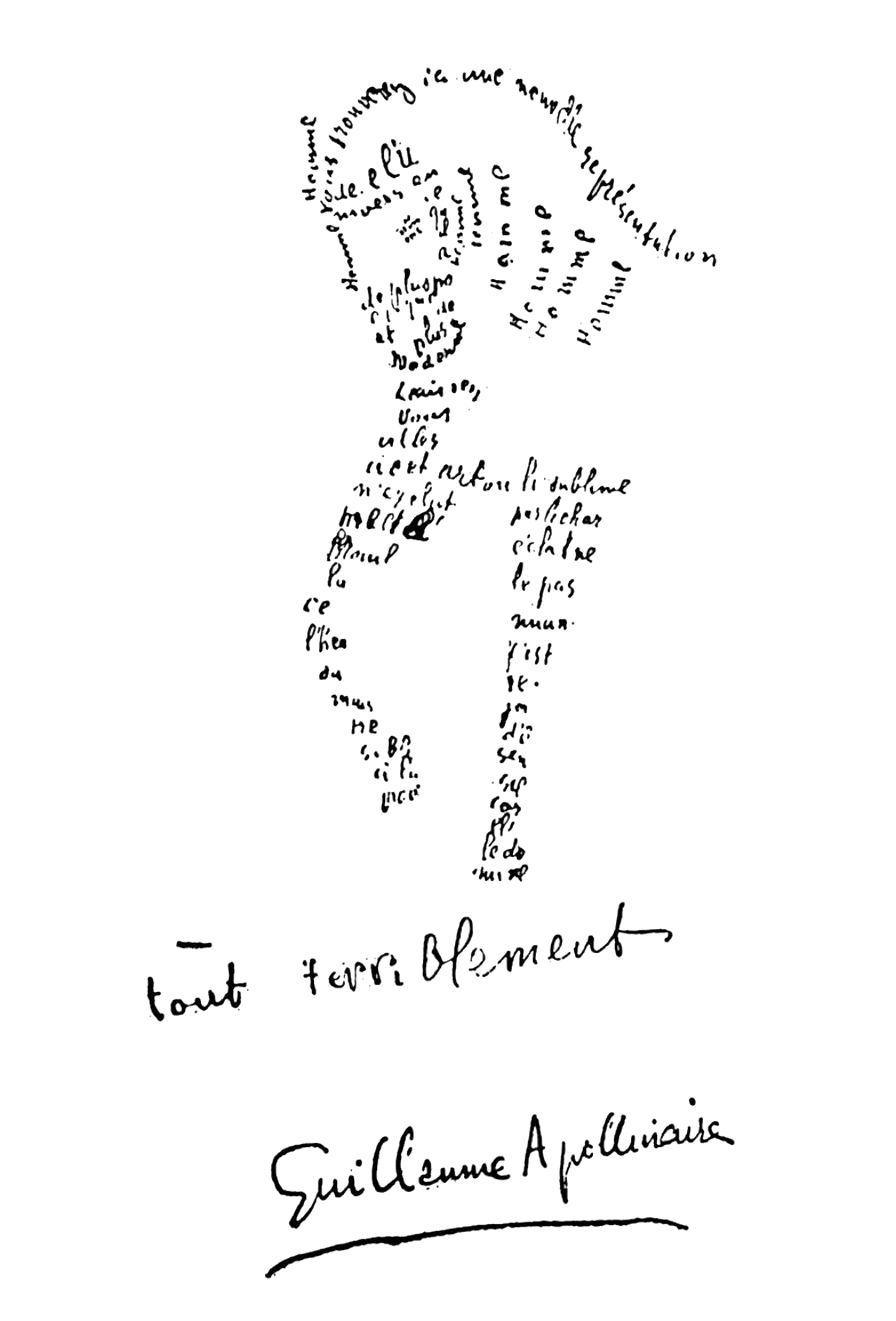
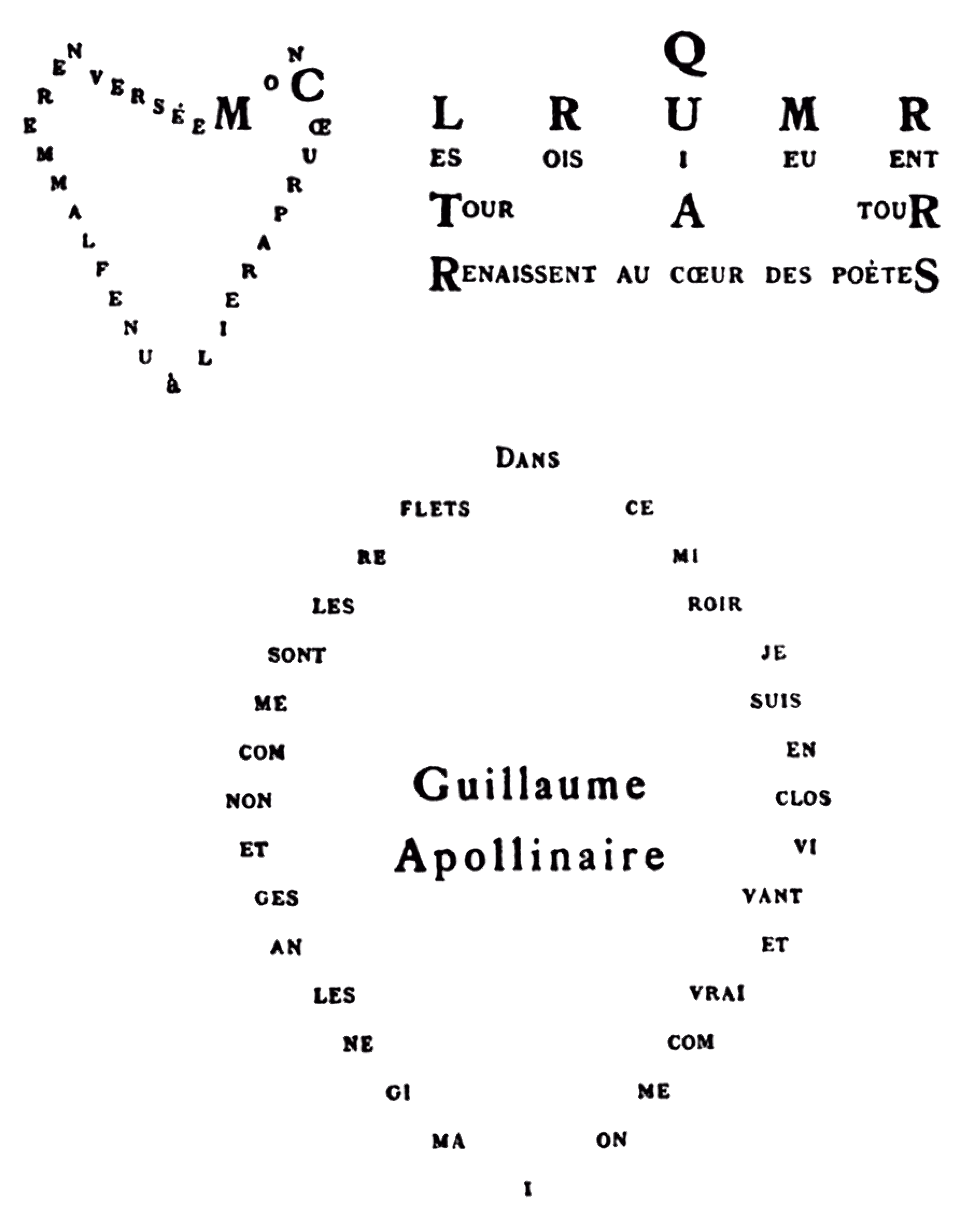
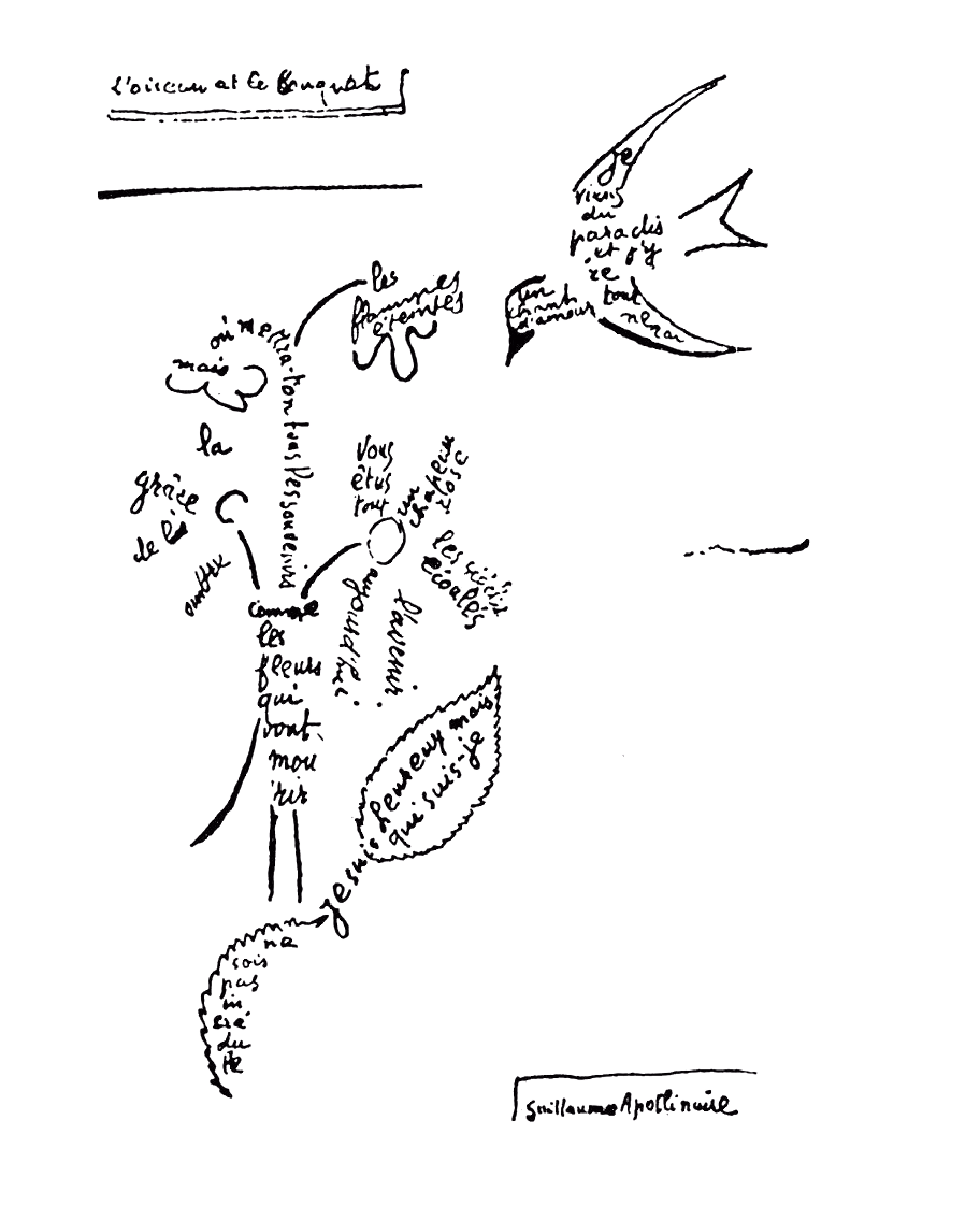
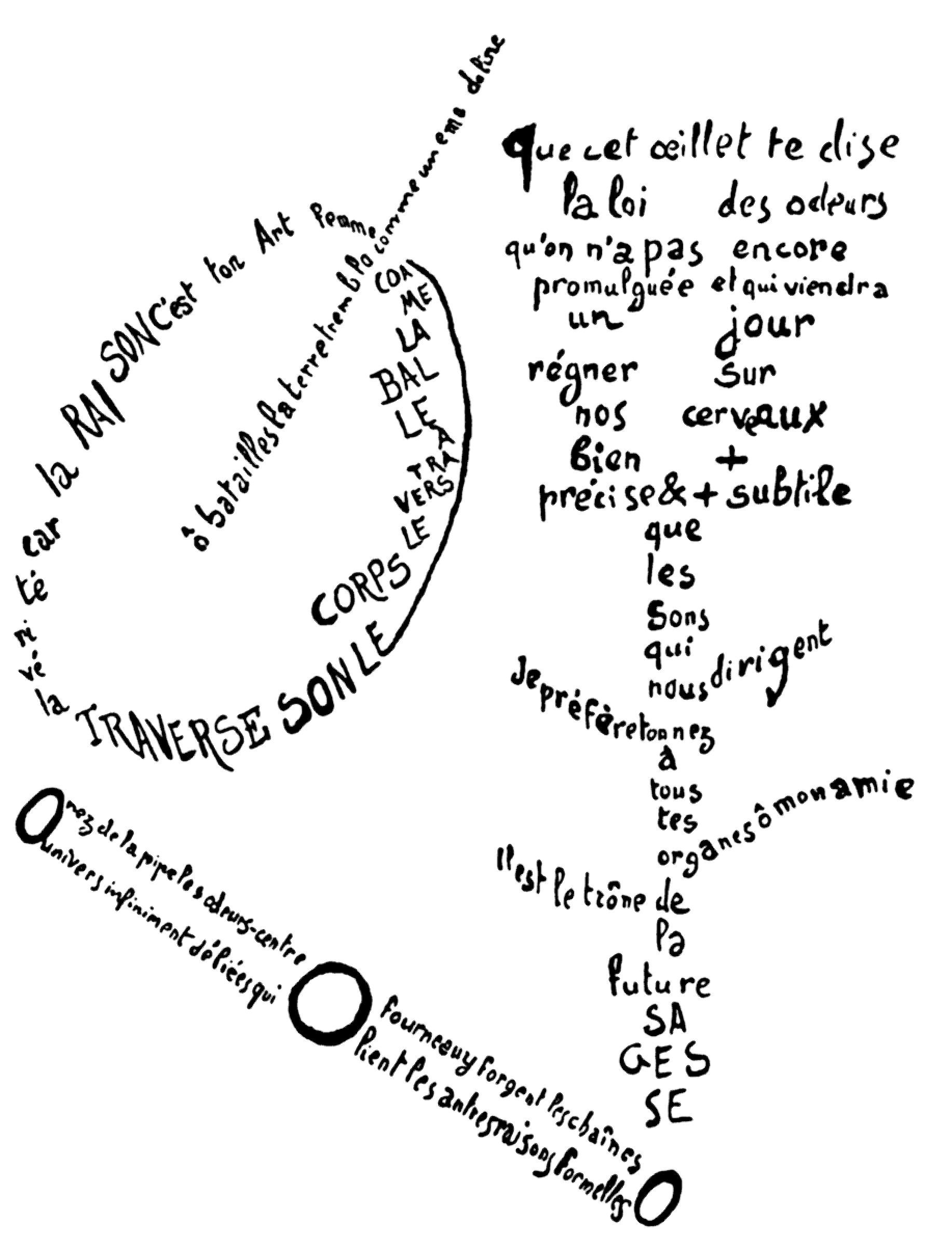
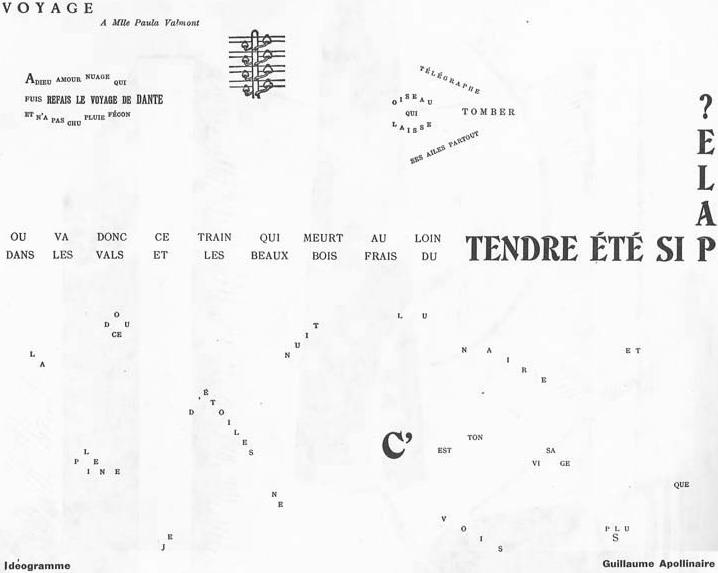
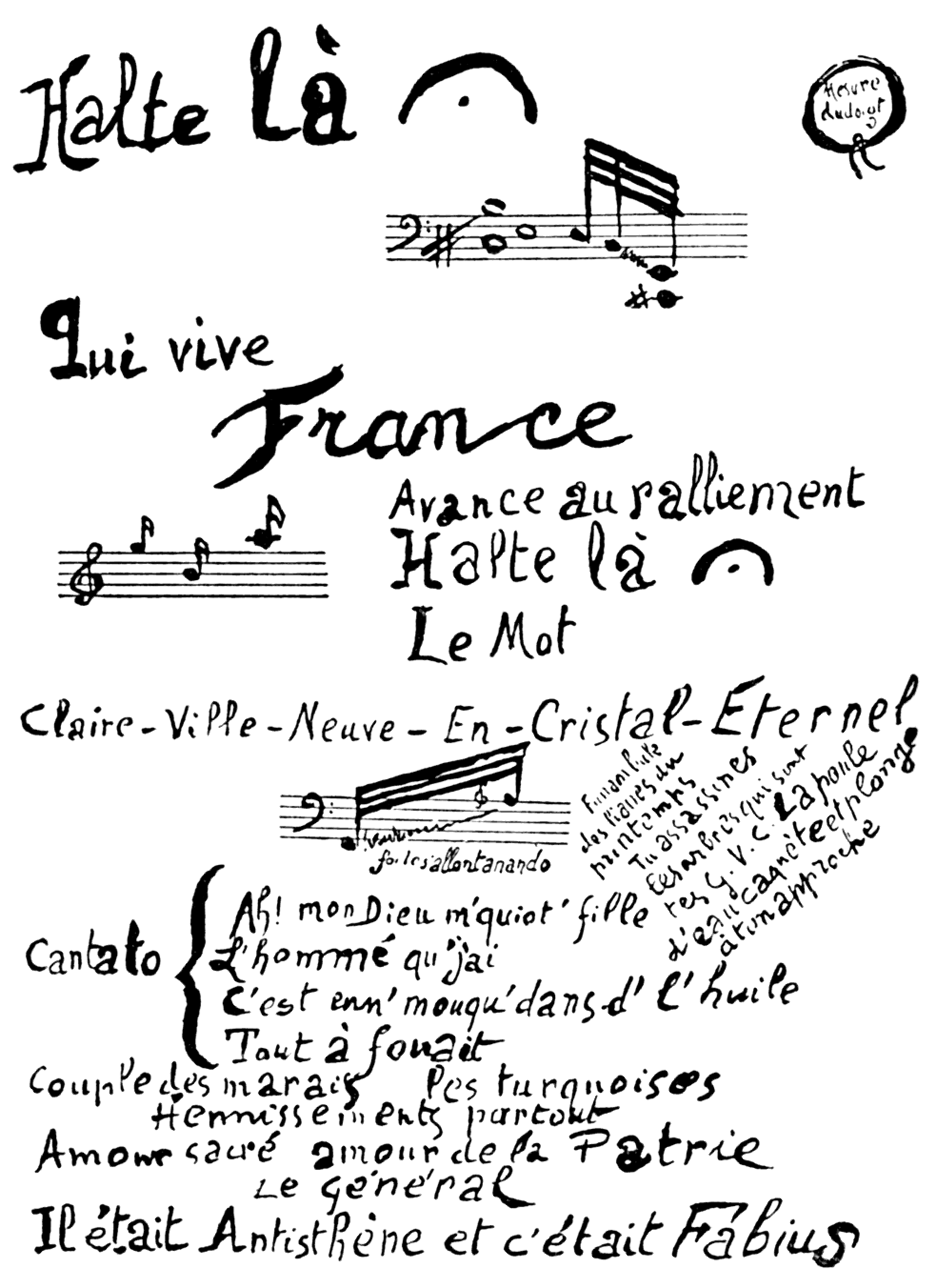
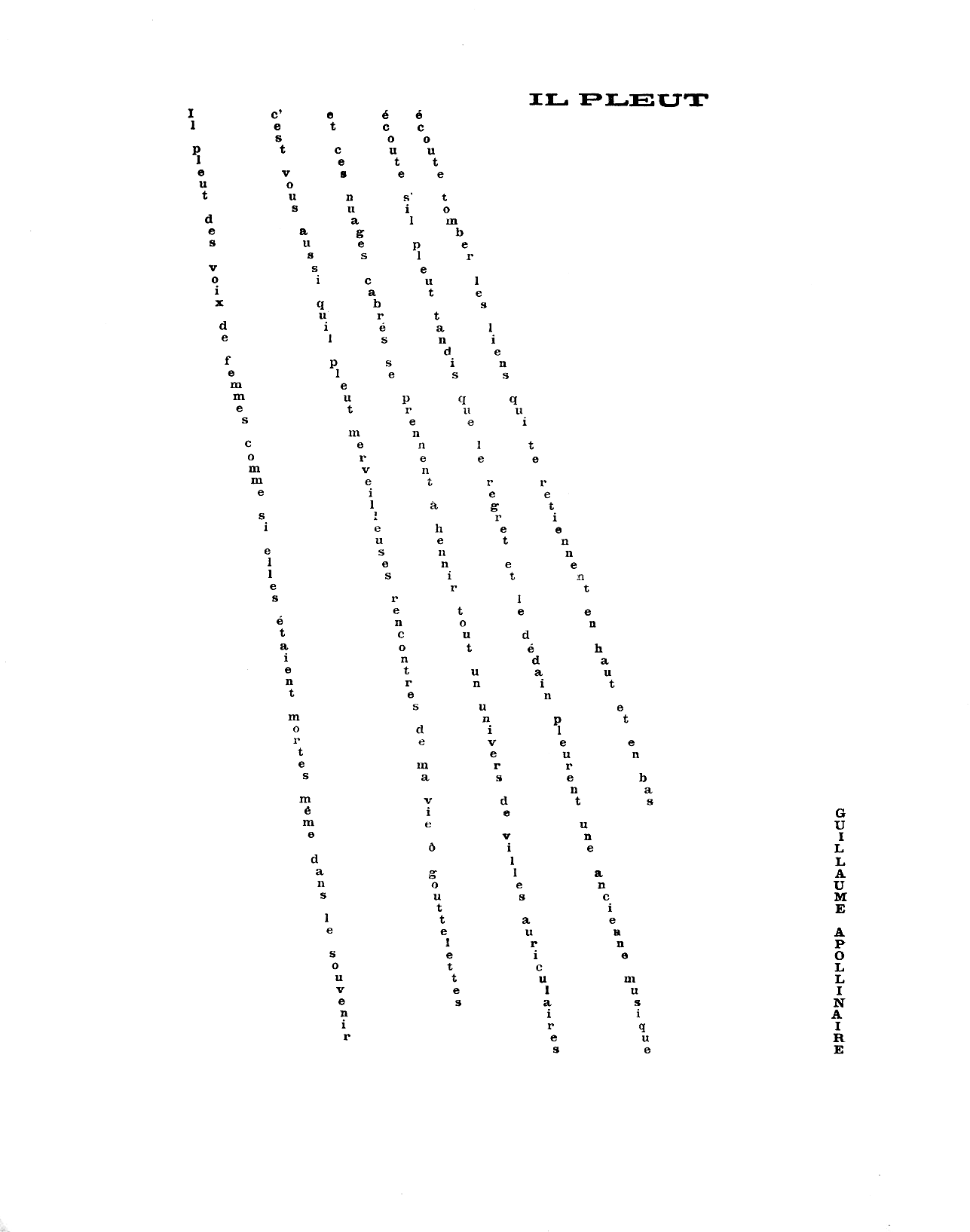

## Ausgaben
- Calligrammes. Poèmes de la paix et de la guerre 1913–1916. Mercure de France, Paris 1918 (Scan – Internet Archive).

Andere Kalligramme:
- Guillaume Apollinaire: Calligrammes. In: Action. Cahiers individualistes de philosophie et d’art. Vol. 1, Nr. 5, Oktober 1920, S. 1–5 (fünf handschriftliche Kalligramme; princeton.edu [PDF; 86,3 MB] im Blue Mountain Project, Princeton University).